# Дорожня бочка

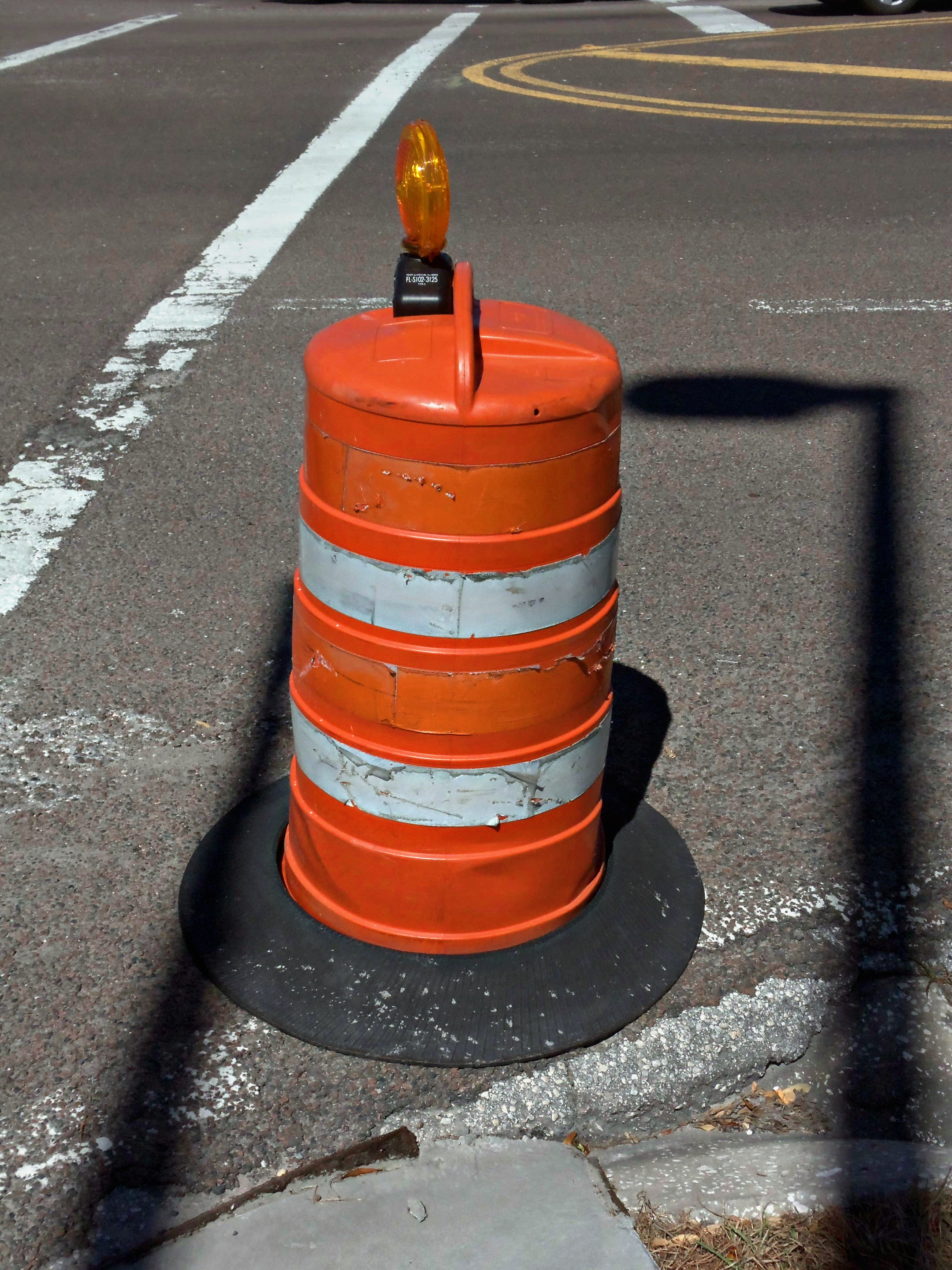
Дорожня бочка з ліхтарем, прикріпленим до ручки, Флорида

Дорожні бочки (офіційно відомі як «drums» у США) — засоби контролю дорожнього руху, які використовуються для організації руху транспортних засобів через будівельні майданчики або для попередження автомобілістів про будівельну діяльність біля проїзної частини. Вони використовуються в основному в США, а також, інколи — в Канаді та Мексиці. Вони є альтернативою дорожнім конусам, які є меншими з розмірами та легко збиваються транспортними засобами. Бочки, як правило, викликають більшу повагу з боку водіїв, ніж конуси, оскільки вони більші, помітніші і створюють вигляд непереборних перешкод.
Дорожні бочки, типово, яскраво-оранжеві і мають чотири біло-оранжеві рефлективні смуги, що чергуються. Однак, деякі регіони, наприклад провінція Онтаріо (Канада), використовують чорні смуги замість білих. Більшість мають гумову основу, яка запобігає перекиданню під час сильного вітру. Дорожні бочки мають рукоятку нагорі, для легкості підіймання та носіння. Ручка також дозволяє бригадам встановлювати ліхтарі для збільшення видимості. Цей продукт є індустрією у 90 мільйонів доларів США.
До пізніх 1980-х років дорожні бригади зазвичай використовували сталеві бочки на 208 літрів для направлення вуличного руху через будівельні майданчики. Вони фарбувалися у помаранчево-білі кольори і заповнювалися піском або водою, щоб утримувати їх на місці. Оскільки бочки були сталевими і обтяженими піском або водою, транспортні засоби при наїзді на них зазнавали значної шкоди. Пластикові бочки, які сьогодні широко застосовуються на американських дорогах, почали з'являтися наприкінці 1970-х та 1980-х; сталеві бочки на 208 літрів значною мірою вийшли з ужитку до 90-х років і більше не можуть використовуватися як засоби контролю руху в США.
До 1981 р. бочки мали переважно пластикову конструкцію з двох частин, яка включала верхню частину бочки та основу, наповнену мішками з піском. Того ж року PSS [Архівовано 7 червня 2020 у Wayback Machine.] випустила оновлену версію винаходу; яка включала фланець, котрий дозволяв розмістити мішок з піском назовні бочки, що полегшило маневрування нею. У 1985 році PSS випустила сучасну версію дорожньої бочки, LifeGard® [Архівовано 7 травня 2019 у Wayback Machine.]. LifeGard® використовував боковину переробленої шини для вантажівок у своїй основі, щоб утримувати бочку надійно на місці на проїзній частині. Ця конструкція є найбільш поширеною сьогодні.